# Римський шолом

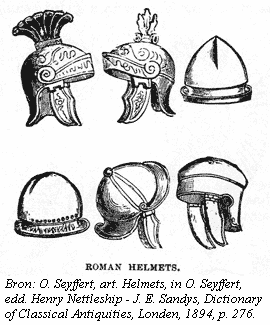
Типи римських шоломів

Ри́мський шо́лом (італ. elmo romano) — бойовий шолом, що використовувався у римській армії протягом 12 століть: від заснування Рима в 753 до н.е. до падіння Західної Римської імперії в 476; за іншою версією — протягом 22 століть, до падіння Східної Римської імперії в 1453 році. Пройшов велику еволюцію, неодноразово міняв свою форму. Виготовлявся із різних матеріалів. Металеві шоломи називалися кассіс (лат. cassis), шкіряні — галея (лат. galea). В історіографії галеями часто називають будь-який тип римських шоломів.
Окрему групи римських шоломів становлять шоломи гладіаторів.

## Типи
- Монтефортінський
- Колю
- Імперський
- Інтерцизський шолом
- Римсько-сасанідський шолом
- Каркасний шолом
- Лускатий / кольчужний капюшон

## Галерея

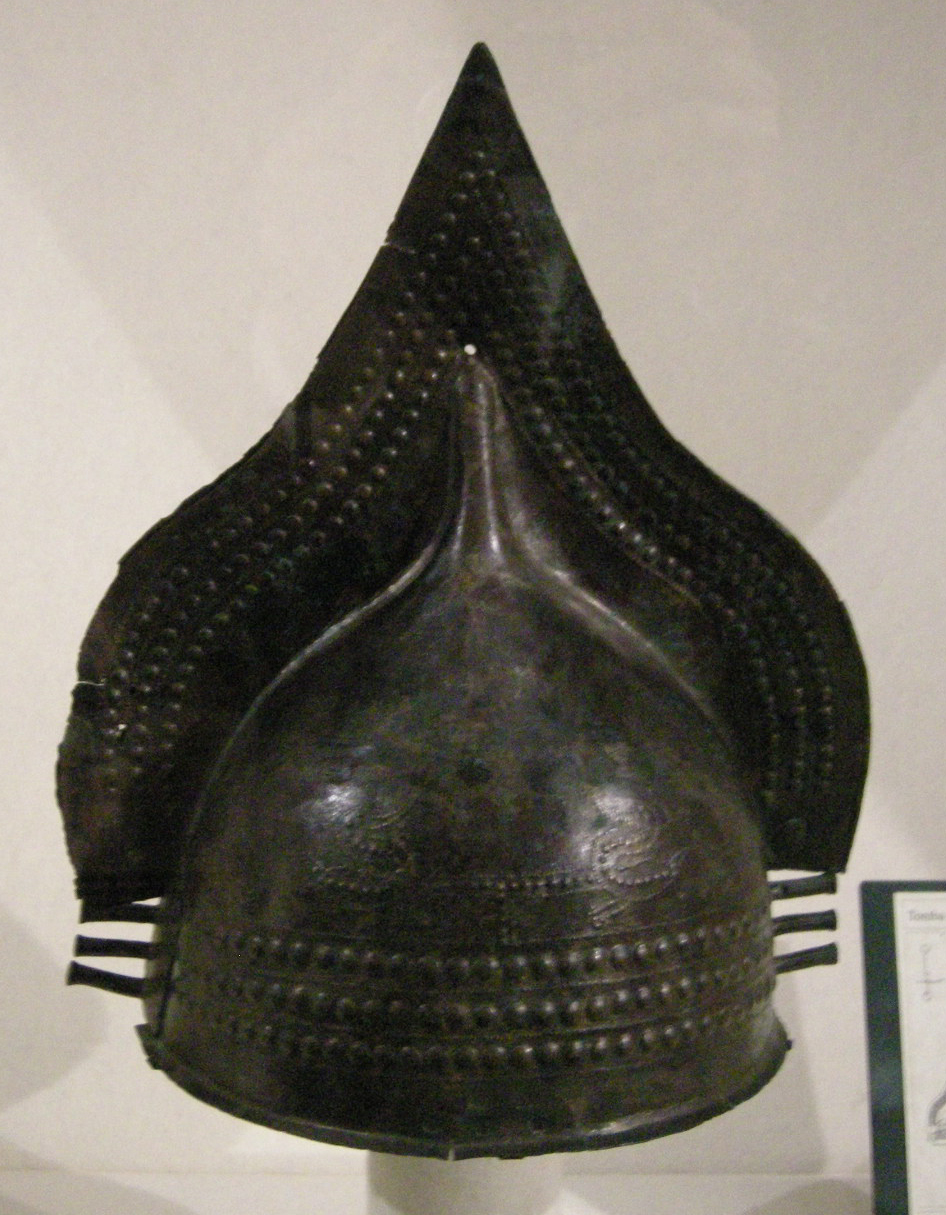
Етруський
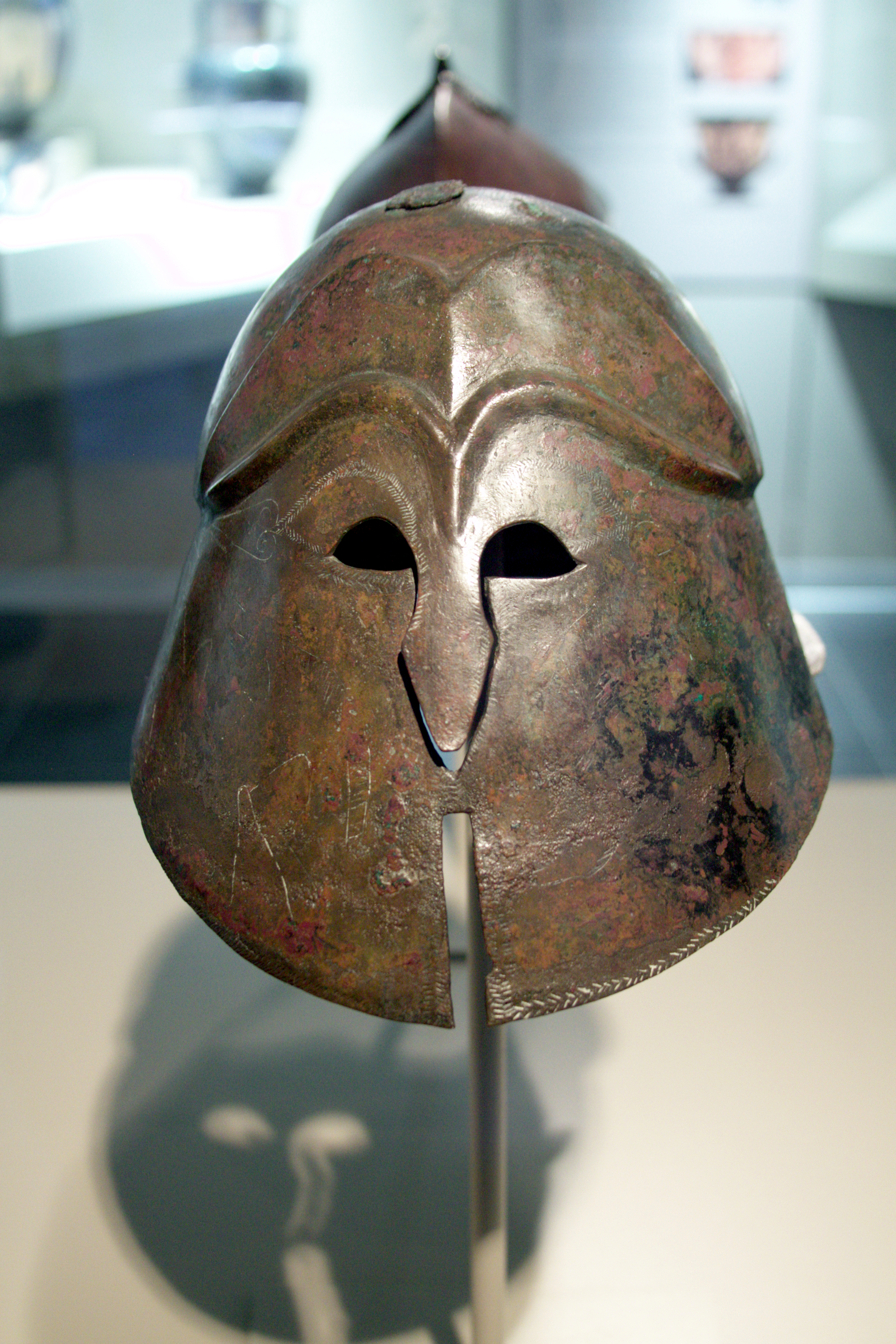
Етрусько-коринфський
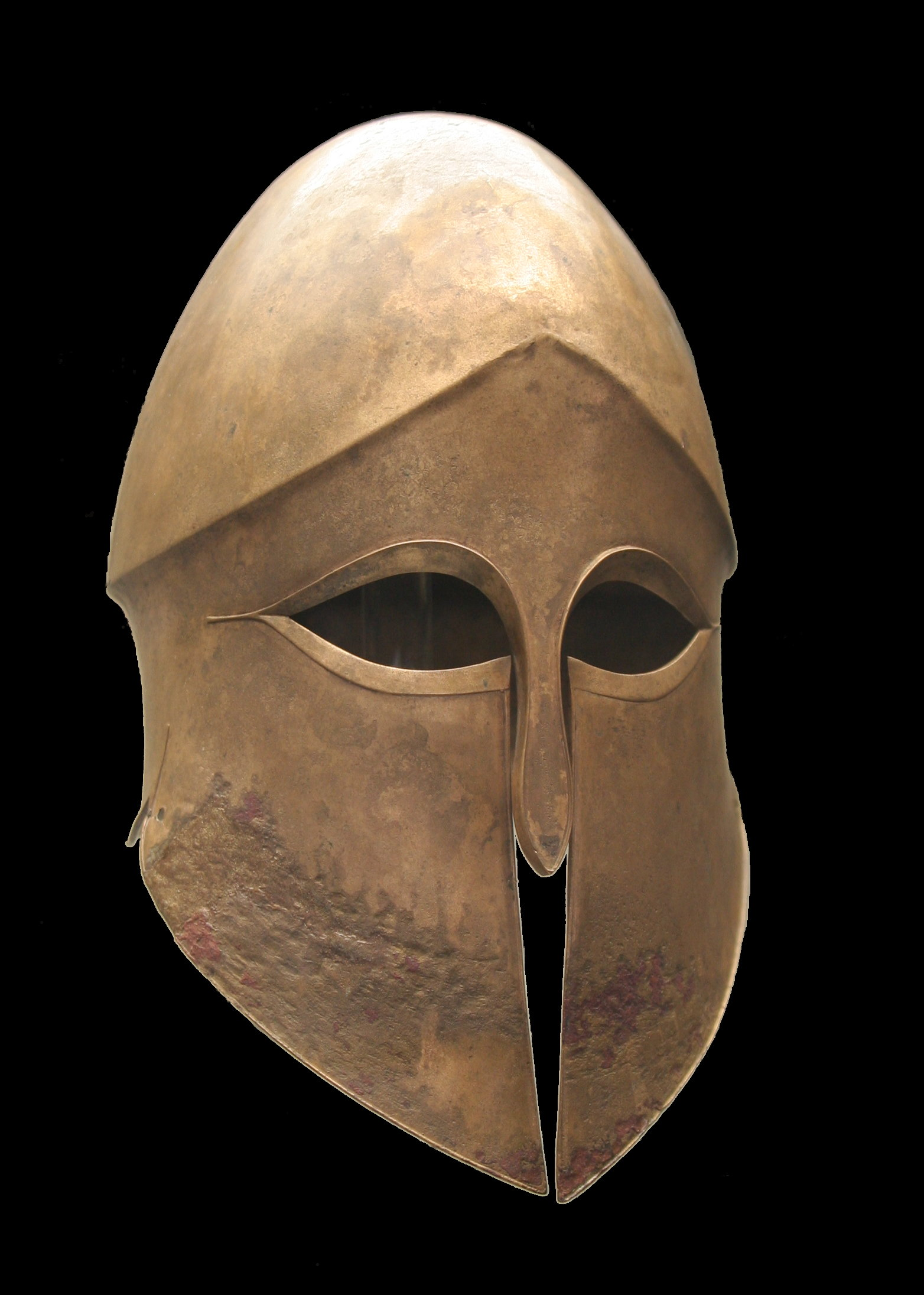
Коринфський
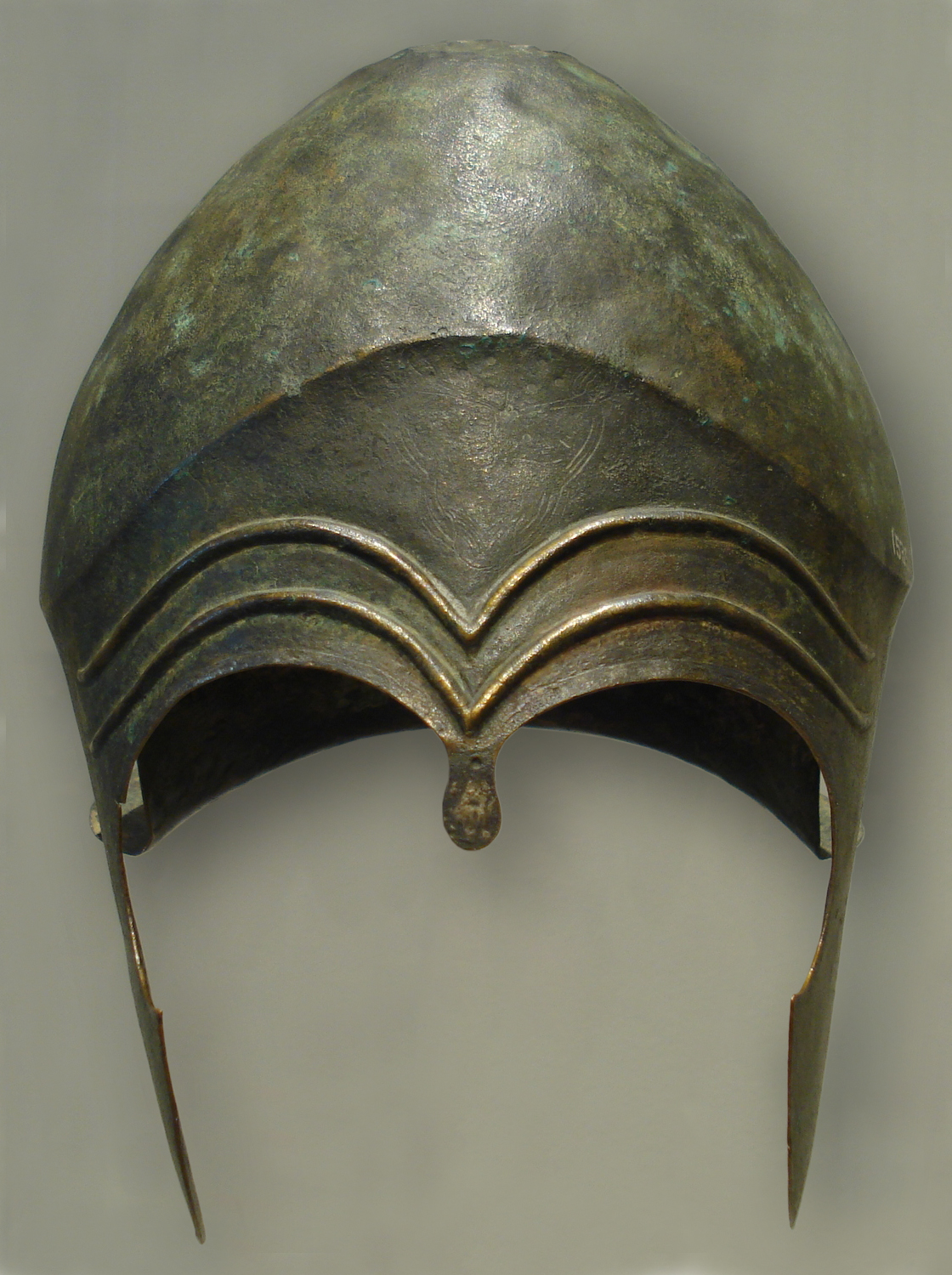
Халкідський
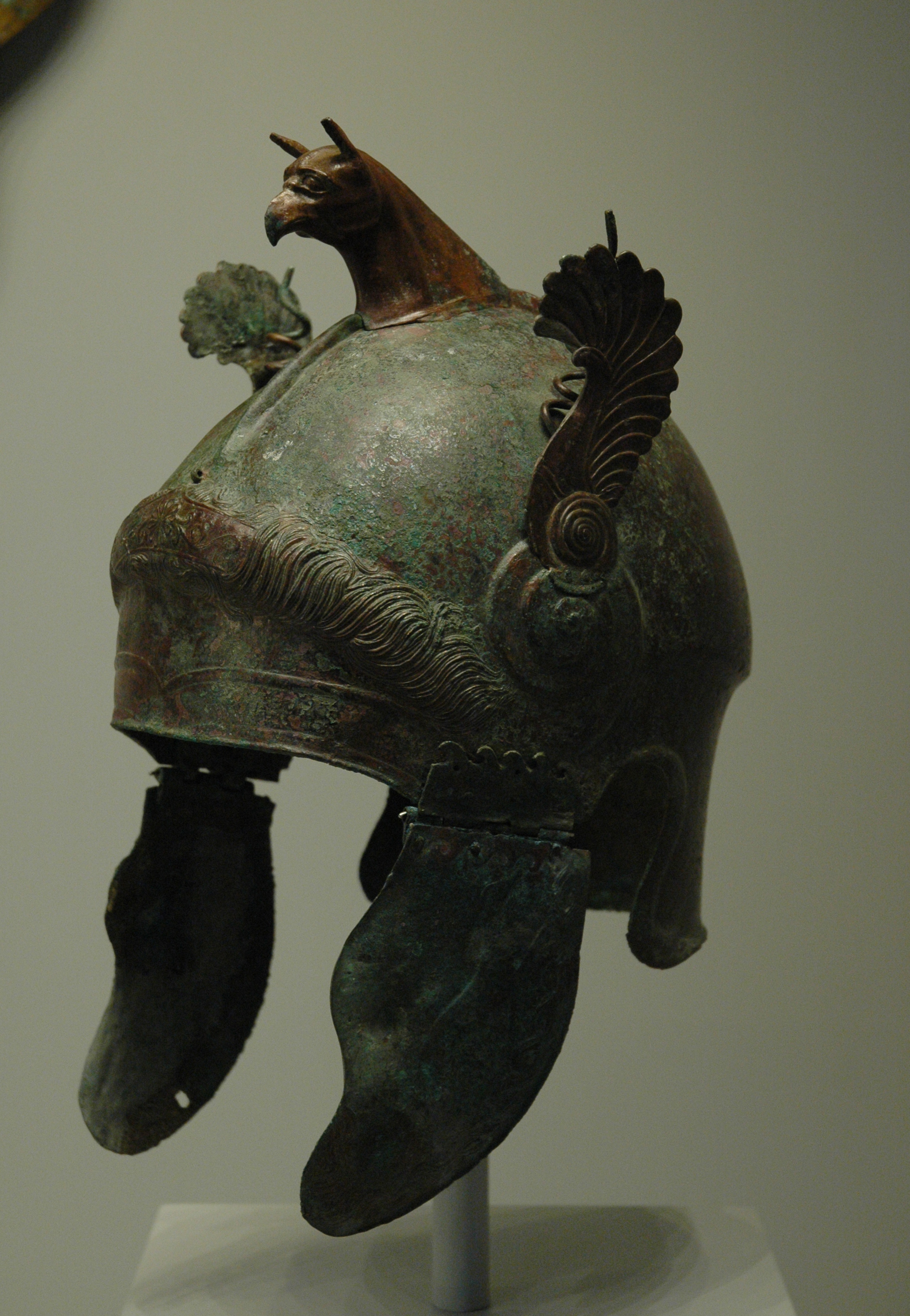
Аттичний
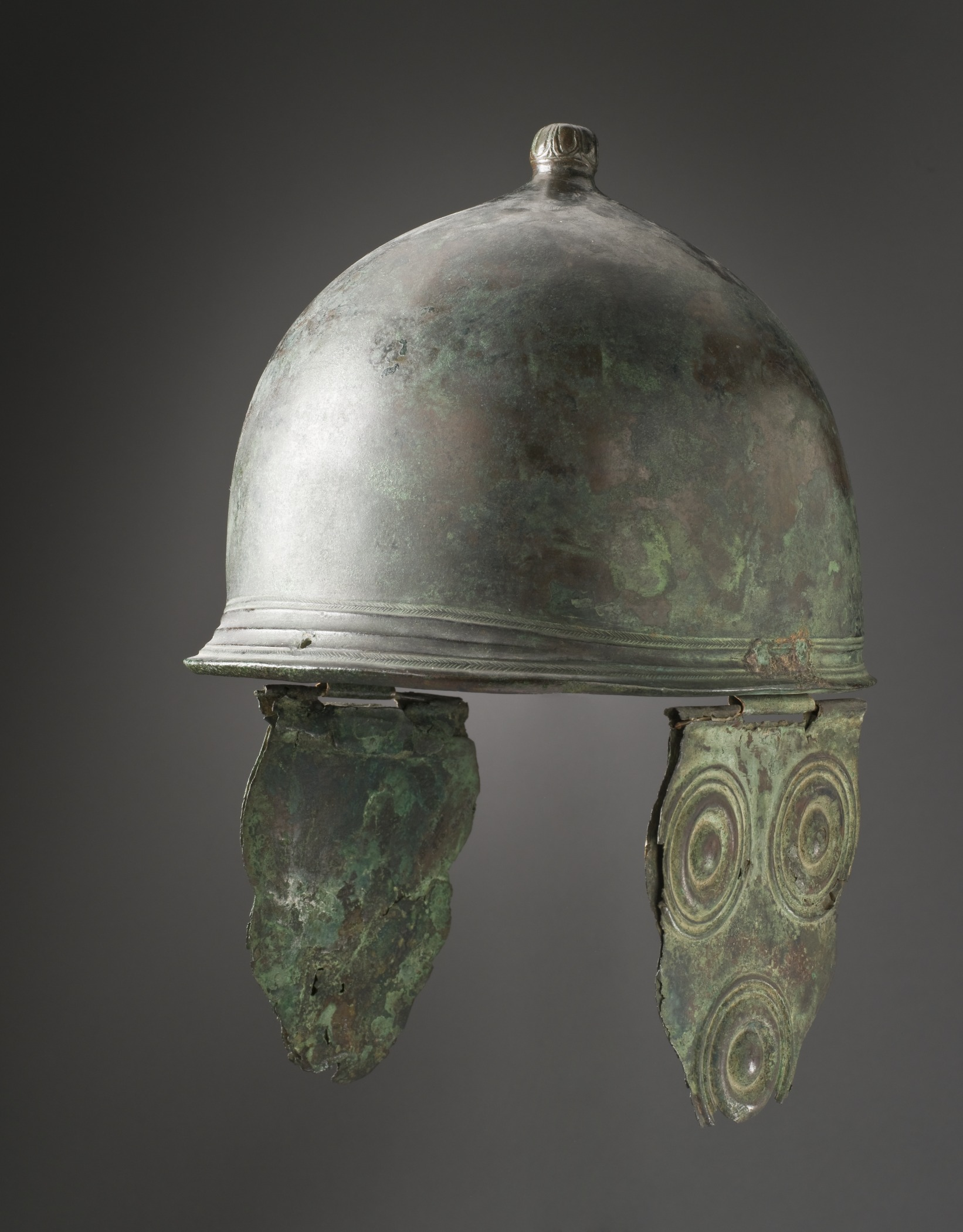
Монтефортінський
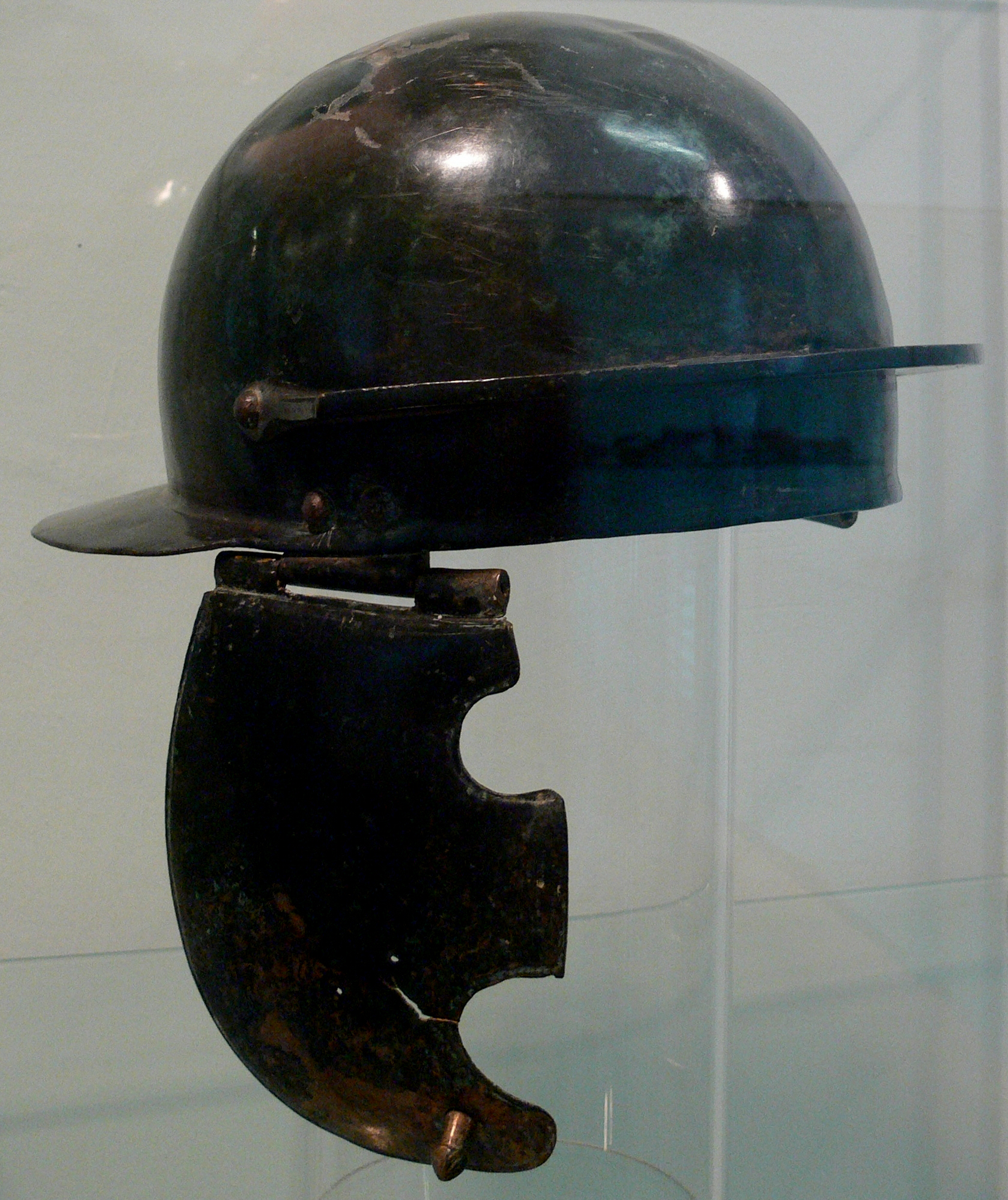
Колю
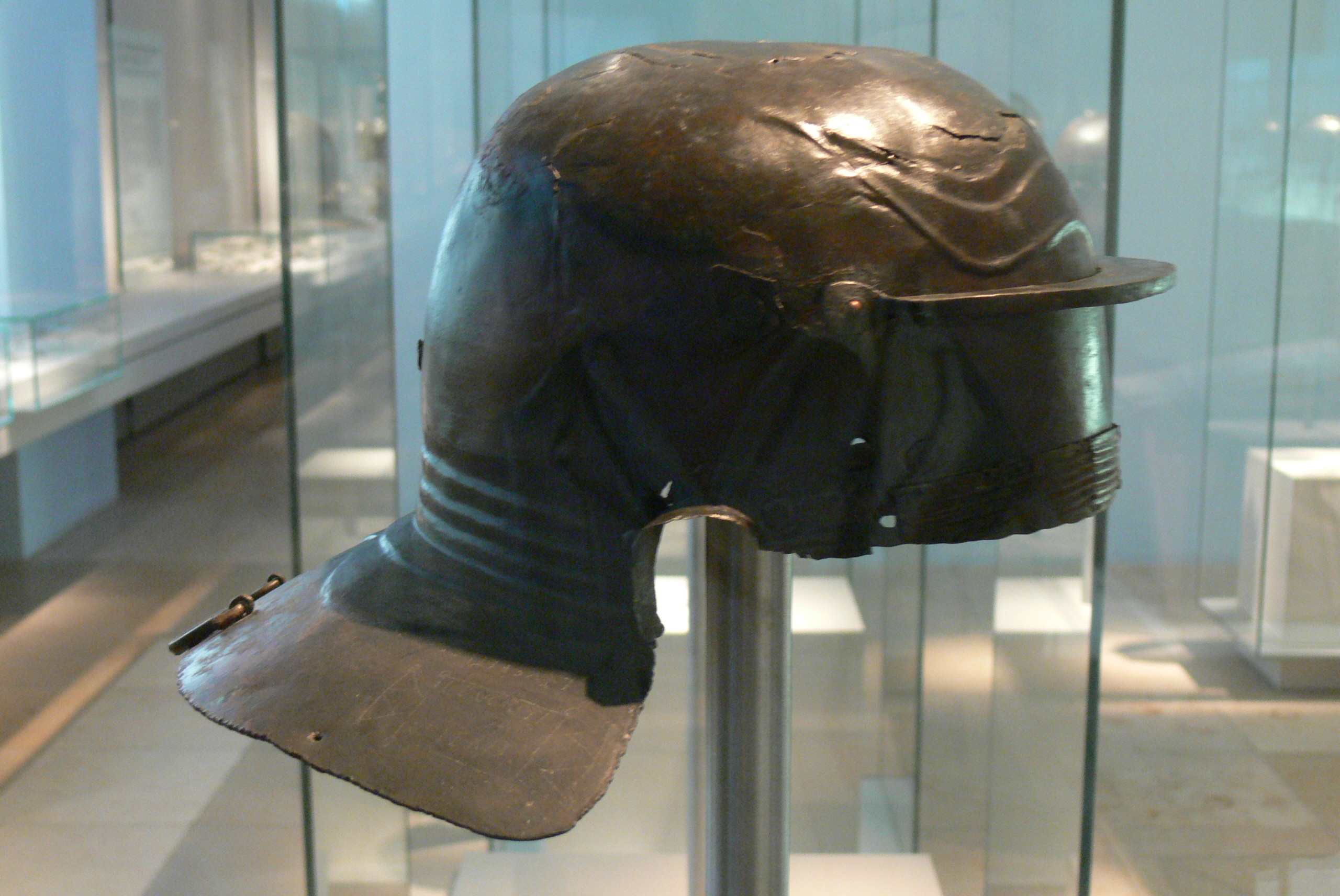
Імперський гальський
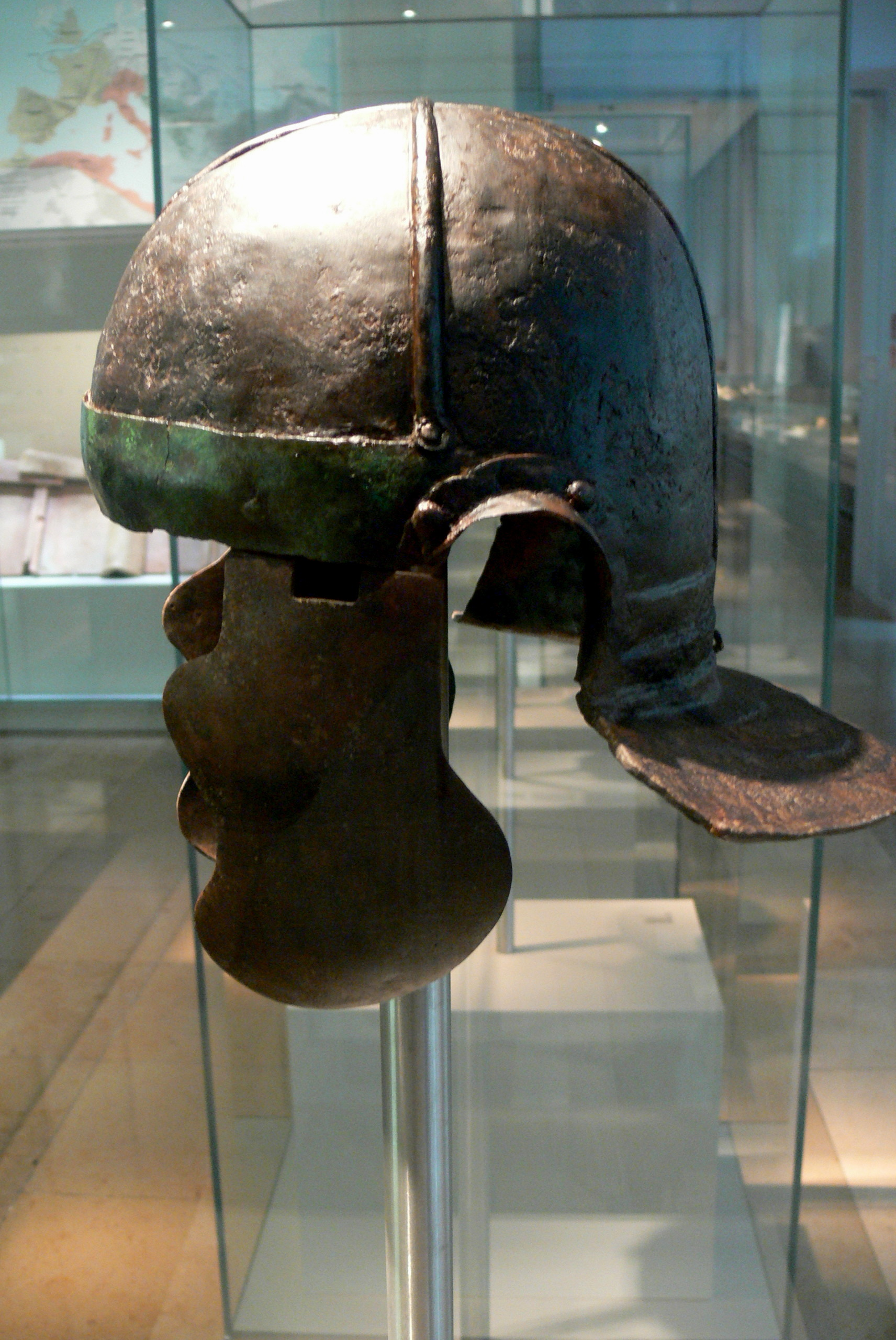
Імперський італійський
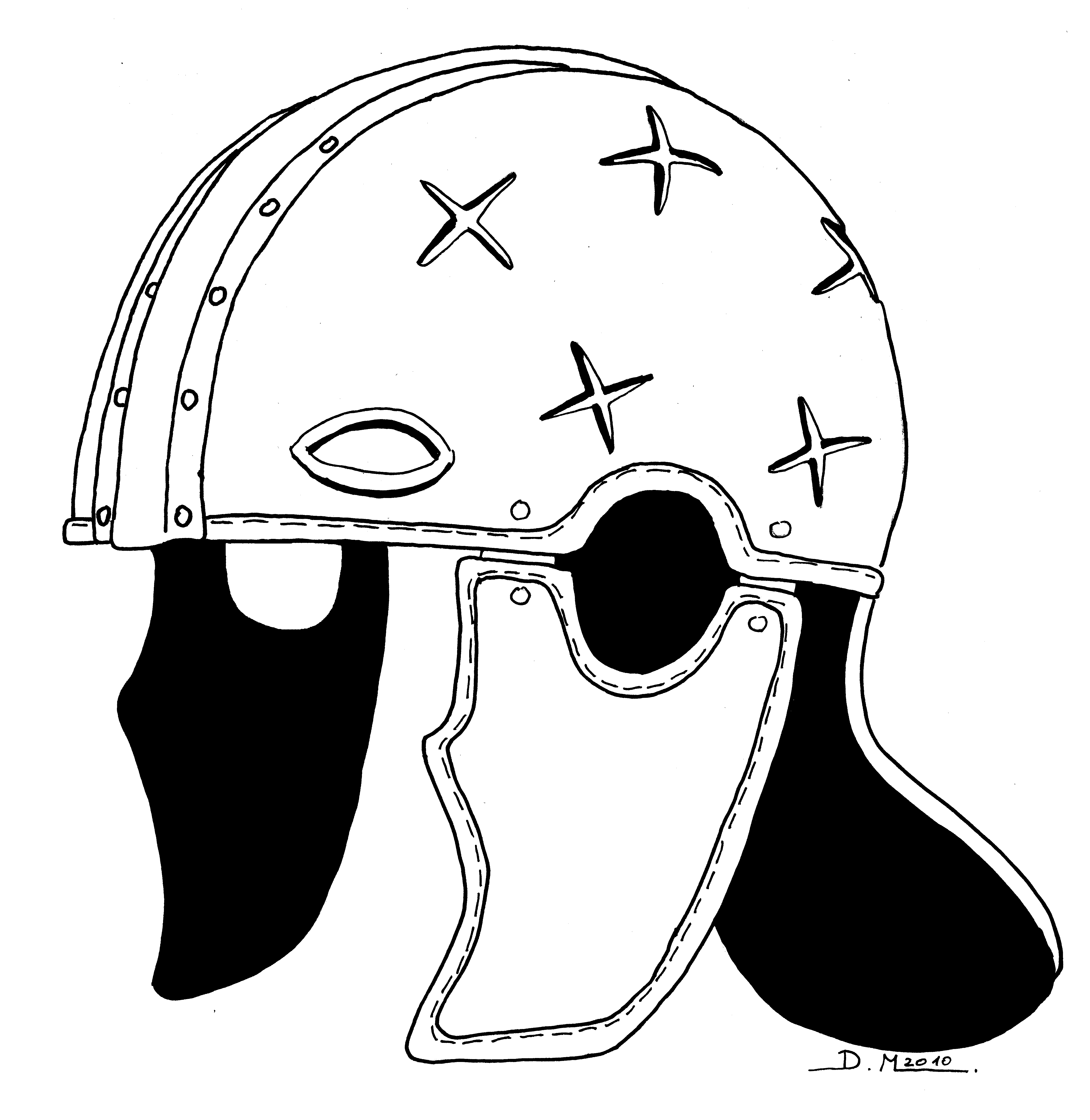
Сасанідський
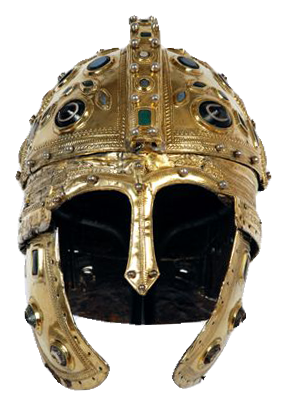
Беркасовський
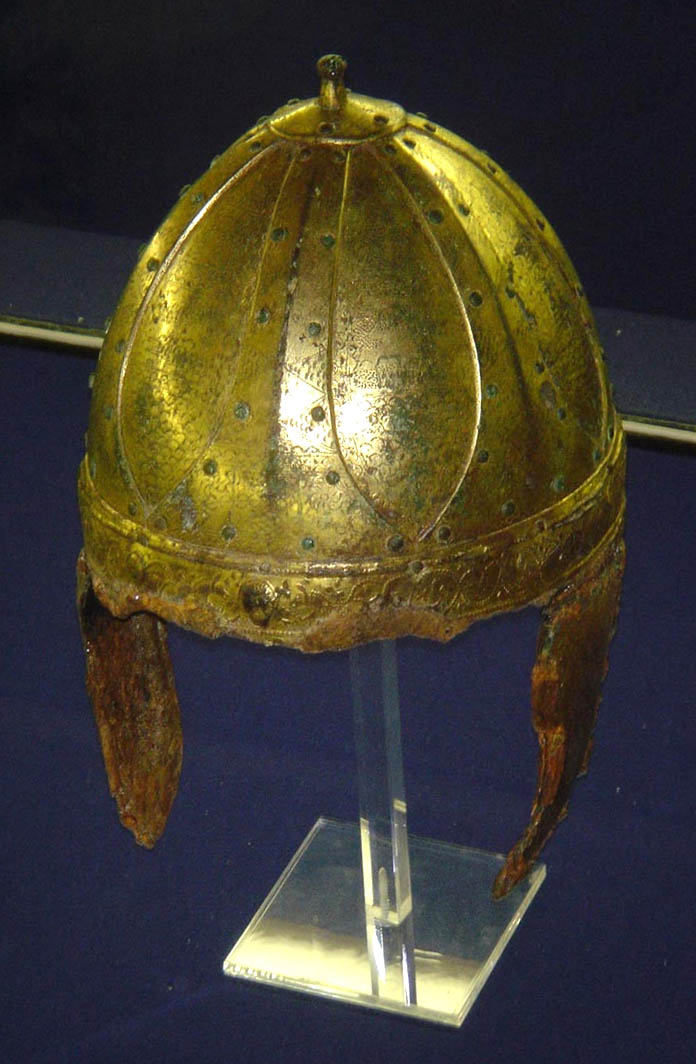
Каркасний